# Шоисматов, Эргаш Рахматуллаевич
Шоисматов Эргаш Рахматуллаевич (узб. Shoismatov Ergash Rahmatullayevich; род. в 1951 году) - Посол Узбекистана в Таджикистане (с 2018 года), Председатель правления «Uztransgaz» (2016-2018), Заместитель премьер-министра РУз (2006-2010).

## Биография
- 1978 году окончил Ташкентский политехнический институт.
- 1972-1975 гг. - Кочегар Ангренской теплоэлектростанции.
- 1972-1978 гг. - Студент Ташкентского политехнического института
- 1978-1993 гг. - Мастер, старший мастер, прораб, начальник участка объединения “Средазремэнерго”
- 1993-1999 гг. - Директор Новоангренской теплоэлектростанции.
- 1999-2001 гг. - Министр энергетики и электрификации Республики Узбекистан.
- 2001-2006 гг. - Председатель государственной акционерной компании “Узбекэнерго”, Член Электроэнергетического совета СНГ.
- 2006-2010 гг. - Заместитель Премьер-министра Республики Узбекистан - курирующий машиностроение, черную и цветную металлургию, нефтегазовый сектор, геологию, электроэнергетику, производство химической продукции, а также стандартизацию и метрологию государственных и мобилизационных резервов. В сентябре 2010 года арестован за лоббирование интересов ряда бизнес-структур.
- 2013-2014 гг. - Заместитель председателя Центрального совета профработников топливно-энергетического комплекса, химической промышленности и геологии.
- 2014-2016 гг. - Председатель Республиканского совета профобъединения работников энергетической отрасли Узбекистана.
- 2016-2017 гг. - Председатель государственной акционерной компании “Узтрансгаз”.
- 2017-2018 гг. - Председатель Республиканского совета профобъединения работников энергетической отрасли Узбекистана.
- с 2018 года – Чрезвычайный и Полномочный Посол Республики Узбекистан в Республике Таджикистан.
- Награжден орденами "Мехнат шухрати" (26.08.2004) и "Дустлик" (1.11.2021).
- Владеет русским языком.
- Женат, имеет четверых детей.